# السبرانيات
السِّبْرَانِيَّات(ملاحظة 1) (بالإنجليزية: Cybernetics)‏ من الإغريقية κυβερνήτης (نقحرة: كيبرنيتيس) وتعني الموجه أو الحاكم أو القبطان أو الرُّبَّان (ومنها التربين)، وهو علم حديث نوعيًا ظهر في بداية الأربعينيات من القرن العشرين ويعتبر الرياضي نوربرت فينر من أهم مؤسسيه وقد عرف فينر السِبرانيات على أنها «علم القيادة أو التحكم في الأحياء والآلات ودراسة آليات التواصل في كل منهما».
يُسمى أيضا: «علم التحكم الآلي» ويُعرّف بأنه «الدراسة العلمية للتحكم بالآلات والمخلوقات ووسائل التواصل بينها (على حدى)». في القرن الحادي والعشرين، اُستُخدم هذا المصطلح بطريقة فضفاضة إلى حد ما بعني «التحكم بأي نظام يستخدم التكنولوجيا». وبعبارة أخرى، فإن السِبرانيات هي الدراسة العلمية لكيفية تحكم الإنسان أو الحيوان أو الآلات ببعضها البعض.

## تاريخ السِبرانيات
المصدر اللغوي: سيبرنيتيك أو كيبرنتيك هي مفردة مشتقة من اللغة الإغريقية القديمة من «كيبرنتيس» أي القائد أو قائد السفينة كما قد تكون مشتقة من كيبرنتيكا أي فن قيادة السفن أو من كيبرنيسيس أي منصب قيادي في الكنيسة، وأما المصطلح المُعرَّب، فرمجة[بحاجة لمصدر], فهو كلمة معربة من الفارسية «فرمان» والتي تعني «تحكُّم/قيادة/سيطرة», منحوتة على كلمة برمجة لارتباط هذين المجالين العلميين ببعضهما في العصر الحديث وتقاربهما.
المصدر الاصطلاحي الحديث: السِبرانيات هو علم القيادة أو التحكم في الأحياء والآلات ودراسة آليات التواصل في كل منهما.
بما أن فعل القيادة أو التحكم وفعل التواصل أو التخاطب قديمان قدم التاريخ الإنساني، فإنه ليس من الدقة القول أن السبرانيات علم حديث وهنا لمحة عن بعض الآلات التي استعمل عند اختراعها مفاهيم سِبرانيات دون أن تعرف هذه المفاهيم كسِبرانيات أو حتى أن يذكر اللفظ سِبرانيات:
- في 300 ق.م اخترع أول قنديل زيتي يحتوي على آلية تحكم
- في 100 ق.م اخترع هيرون الإسكندري آلية لفتح أبواب المسارح بطريقة أوتومتيكية
- في 1784 م اخترع جيمس واط أداة لتعديل أو التحكم في سرعة دوران الآلة البخارية

وغيرها...
أما لفظة السِبرانيات في مفهومها الحديث فقد استعملت لأول مرة من قبل عالم الرياضيات الأمريكي نوربت فينر الذي عرف السِبرانيات وأعطاها مفهومها الاصطلاحي الحديث.
كانت بدايات السِبرانيات الحديثة في المجال التقني ولعل ذلك أحد أسباب صعوبة إقحام هذه المادة في العلوم الإنسانية، وبما أن الشخص الذي يعتبر من مؤسسي هذا العلم كان رياضياتيا فإن هذا العلم كان في بداياته محسوبا على الرياضيات أو الرياضيات التطبيقية وخاصة مجال تطويع النظم. إلا أن العديد من المقاربات السِبرانيات يمكن استعملها خارج إطار الرياضيات في العلوم الإنسانية مثلا. لذلك نجد اليوم شق السِبرانيات الذي يهتم بالنظم عامة يسمى نظرية النظم والتي يمكن تقسيمها إلى قسمين آخرين نظرية نظم عامة تهتم مثلا بمسائل البنية التنظيمية والتحكم فيها وأنسبها للمشاكل المطروحة وهي مقاربة نجدها مثلا في علم الاقتصاد السِبراني أو علم الإدارة السِبراني. أما القسم الثاني فهو قسم تلعب فيه الرياضيات دورا أكبر وهو يهتم بالنمذجة الرياضياتية للنظم خاصة التقنية والبيولوجية وبطرق تطويعها (علم الضبط). في مجال العلوم الإنسانية يطلق أحيانا على المقاربة السِبرانيات أيضا لفظة سيستامك.
في الميدان الفلسفي هناك مقاربات تقدم الجدلية الهيغلية على أنها المنطق الذي يحكم السِبرانيات أو النظم السِبرانيات.

## أهم مصطلحات السِبرانيات وفلسفتها
- من أهم الاختلافات بين نظرة السِبرانيات إلى المشاكل وغيرها من الطرق هو أن السِبراني يفكر دائما في إطار النظم أو النظام أو المنظومات أي systems. ومصطلح النظام جوهري في السِبرانيات. ويتم عادة محاولة تجريد الإشكال وذلك يكون عادة عبر الخطوات التالية:
  - تحديد حدود المنظومة التي يراد درسها. المنظومة تستطيع أن تكون مادية أو غير مادية أي متخيلة وحدودها أيضا
  - وصف المنظومة أو القوانين التي تحكمها بالرياضيات عادة وبأي طريقة أو لغة تسمح بقدر ما من الحساب وذلك في مفهوم أوسع. هذه الخطوة تعرف بخطوة بناء النموذج من المنظومة Model building أو النمذجة
  - إجراء الدراسات اعتمادا على النموذج

كما أن السِبراني يفرق بين المجموعة والمنظومة. النظرة هنا قريبة إلى التيار المعروف بالتيار التوصيلي connectivism التي تقول أن الوظيفة أي وظيفة نظام ما تنتج عن الديناميكية أو العلاقات بين أجزائه. هذه الفكرة مطبقة مثلا بشكل كبير في الشبكات العصبونية والتي كان أهم روادها ينسبون إلى التيار السيبرنيتيكي.
- كما أن مفهوم أساسيا في السِبرانيات هو مفهوم التوصيل الدائري أو إرجاع الحالة. والمفهوم يعني ببساطة النظر إلى النظم أو بنائها على طريقة حلقات من المستشعرات تستشعر أو تقيس كميات معينة ومؤثرات تؤثر على كميات معينة فتغير القياس أو مداخل المستشعرات مما يغير بدوره سلوك المؤثرات وهكذا دواليك.
- مفهوم الصندوق الأسود والصندوق الزجاجي أو الأبيض أيضا مفهومان مهمان في السِبرانيات حيث يُوَصَّفُ النظام في الأول على أساس الديناميكية الموجودة بين مدخله ومخرجه دون مراعات لديناميكيات داخلية لا يمكن ملاحظتها.في حين يصف نموذج الصندوق الأبيض نموذجا (في العادة بنائي) يصف العلاقة بين المدخل والمخرج بالإضافة إلى الديناميكيات الداخلية للنظام التي لا يمكن رؤيتها من خارجه أي عند المخارج.

### مثال على الفرق بين المجموعة والمنظومة
فلنأخذ الإنسان مثلا وننظر إليه من الناحية البيولوجية فهو يمكن اعتباره مجموعة من الأعضاء كالقلب والكبد والرئة إلخ لكن السِبراني وعلى الصعيد البيولوجي سيعارض هذه الفكرة حيث أنك إذا جمعت الأعضاء الآنفة الذكر فإنك لن تتحصل على كائن حي فبالنسبة إليه المنظومة أي الكائن الحي إنسان هو أكثر من مجرد مجموع العناصر المكونة. ويمكن تعميم هذه الفكرة على منظومات أخرى ونظرات أخرى.
الإنسان مجموعة من المنظومات المترابطة قى ما بينها بنظام متكامل ومحكم يؤدي بالنهاية إلى إنتاج إنسان

### الأسس الرياضية للسِبرانيات (في علم الضبط الخطي)
بالنسبة للنظم التقنية فإن اللغة الأكثر شيوعا لوصف أو بناء النموذج هي الرياضيات أما في ما يخص النظم الأخرى فإن استعمال الرياضيات بقي محدودا نوعا ما أو أن التعقيد الرياضي لم يبلغ حدا كبيرا كاستعمال شبكات بتري مثلا لتمذجة عمليات اقتصادية صناعية مثلا.
من أهم المصطلحات الرياضية في السيبرنتيك هو مصطلح التحويل أو دالة التحويل (transfer Functions) أي كيف تحول المداخل إلى المخرج حيث المداخل والمخارج يمثلان كميات فزيائية أو خصوصيات. ومصطلح التوصيل الدائري أو الإرجاعي closeed loop.

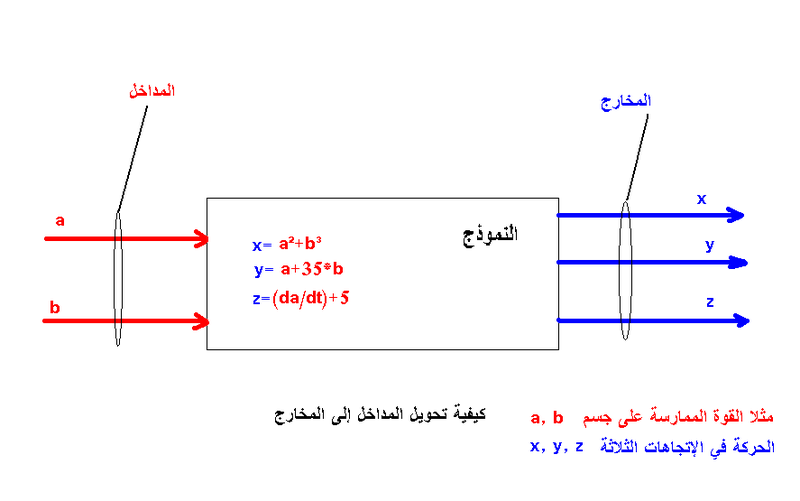
الأسس الرياضية للسِبرانيات.

### أنواع النظم أو المنظومات
يمكن تقسيم النظم على عدة أسس:
- نظام ملموس كالصاروخ أو الإنسان أو المنظومة الشمسية أو غير ملموس كالنظام المصرفي أو النظام الاشتراكي.
- على أساس المعادلات التي تصف النموذج:
  - نظم خطية وهي الأسهل معالجة رياضيا linear.
  - نظم لا خطية ولا يوجد لمعالجتها طريقة عامة non linear.
  - نظم ترتبط فيها الخاصية المدروسة بالزمن فقط أي أن التغير في الزمن فقط differential equation.
  - نظم ترتبط فيها الخاصية المدروسة بالزمن والمكان - المعادلات التفاضلية الجزئية.
  - نظم تكون فيها الخاصية المدروسة متصلة أي غير متقطعة.
  - نظم تكون فيها الخاصية المدروسة متقطعة.
  - نظم ذات مدخل واحد ومخرج واحد single input single output أو سيزو.
  - نظم ذات عدة مداخل وعدة مخارج multiple input multiple output أو ميمو.
  - نظم ذات نموذج غير معروف أو ما يسمى بالصندوق أسود BlackBox أو ذات نموذج معروف أي صندوق زجاجي GlassBox.

### الحساب بالنظم
إذا اعتبرنا د وخ مداخل ومخارج المنظومة وأ وب دالة التحويل النظام وإذا ربطنا النظم أ وب كما هو مبين في الصورة فإن دالة التحويل تصبح كما هو مبين أسفله.

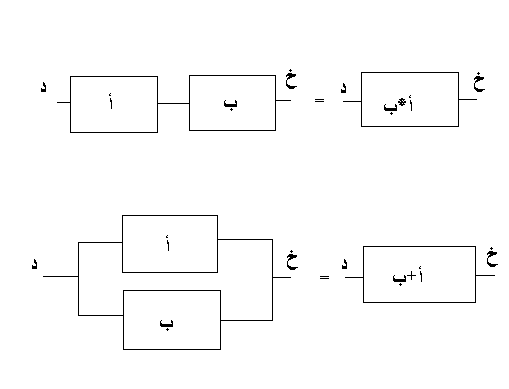
الحساب بالنظم.

### لفظة أو مفهوم التحكم
لنفترض أنه لدينا نظام ك×ج أيا كان نوعه تقني أو بيولوجي أو غيره ولنفترض أن لهذا النظام مدخلا واحدا د ومخرجا واحدا خ أي أنه نظام سيزو. التحكم في نظام كهذا يعني أننا نريد أن نتحكم في مخرج النظام وعلى أساس ذلك فإننا نعطيه أو نزود مدخله بالقيمة التي نريدها لمخرجه. ولمزيد من التدقيق لندرس النظام الموضح أسفله وهو نظام يمكن اعتباره كمثال عام لكل الأنظمة المتحكم فيها حيث أن النظام موصول دائريا closed loop أي أن خارجه يعاد ويوصل بمدخله كما هو موضح بالسهم الأحمر

حيث نعتبر

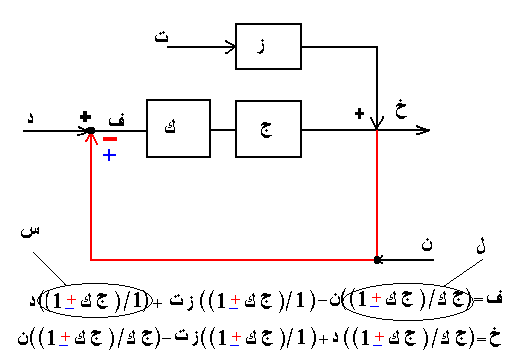
صورة توضح التوصيل الدائري ودالات التحويل المهمة في النظام

- - ج×ك النظام المراد دراسته حيث ك هو المتحكم أي الcontroller أو ال governor
  - د وخ المدخل والمخرج
  - ت تشويشا عند المخرج
  - ن تشويشا في قياس المخرج أو المتحكم فيه
  - ف الفرق بين القيمة التي نريدها للمخرج والقيمة الحقيقية له
  - ز دالة تحويل التشويش عند المدخل وهي غير مهمة

إذا اعتبرنا ذلك فإن دالات التحويل تكون كما هو مبين في الصورة أعلاه وهي دالات يسهل اشتقاقها إذا ما إستعملنا عمليات الحساب بالنظم. نلاحظ أول مشكلة تعترضنا حيث أننا نريد أن تكون المخارج مساوية للمداخل ولكن دون تشويش أي أننا نريد

خ = د

و هذا يعني أننا نريد ج ك/ ج ك + 1 أن تكون 1 ولكن هذه مشكلة لأن ذلك يعني أن دالة تحويل التشويش هي واحد أيضا وهذا ما لا نريده.

كما نريد
ف = 0

أي أن تكون الدالتان صفرا ولكننا لا نريد لدالة تحويل المدخل للمخرج أن تكون صفرا. لقائل أن يقول لماذا لا نتحكم في المدخل حتى يكون ضاربه في ج ك/ ج ك + 1 يساوي عكس الباقي. لا تنسى أن الهدف من التحكم هو أن يتغير المخرج طبقا لما نريده لا أن نحاول إيجاد مدخل يكون الفرق فيه صفرا. المشكل الثاني هو أنك لا تستطيع تغيير س بدون تغيير ل وذلك لإن س + ل يساوي 1 ويمكن التأكد من ذلك بعملية حسابية بسيطة.

الحل:

عادة ما تكون ترددات أي frequency التشويش زت أي ت منخفضة

و ترددات ن مرتفعة

و ترددات د منخفضة

ولذلك فإن على دالات التحويل أن تكون كما هو موضح في الصورة أسفله

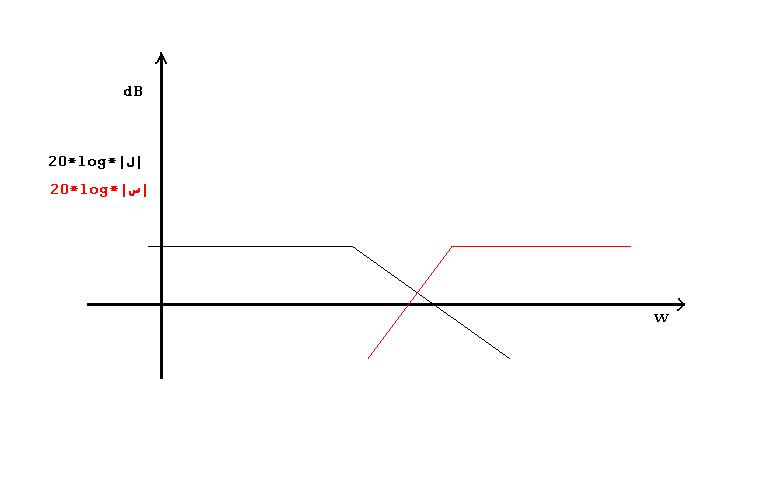
رسم أو مخطط بودي يبين قيمة تقوية المدخل عند تردد ما.

و الصورة عبارة عن مخطط خاص حيث يرسم على إحدى الإحداثيات التردد وعلى الآخر قوته (بالديسيبال). وفي الرسم المبين أعلاه نستطيع أن نرى أن لكل تردد تقوية أو ضارب خاص أي أنك إذا وضعت في المدخل إشارة يكون ترددها 1 هرتز وقوتها (amplitude) خمسة مثلا فإن المخرج سيكون إشارة بقوة 1 هرتز (إذا كانت التقوية أو الضارب 1:5 مثلا) أما إذا وضعنا في المدخل إشارة بتردد 13.092 هرتز مثلا فسيكون الضارب مغايرا (ضارب 1 نثلا) ويكون المخرج إشارة بقوة قدرها قدر قوة المدخل.
مثال (رياضي): المدخل = (a*cos(w*t+p حيث
a قوة التردد
w التردد
المخرج يساوي (G(w)*a*cos(w*t+p

### الفرق بين التسيير والتحكم
عادة ما يكون هناك تفريق بين النظام الموصل دائريا closed loop والنظام الموصل أماميا open loop control(انظر الصورة)

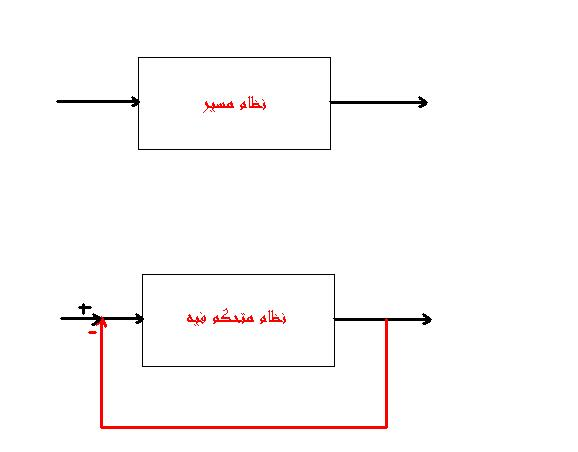
الفرق بين النظام المتحكم فيه والنظام المسير.

### مفهوم الاستقرار(stability)
تكون حالة نظام ما مستقرة إذا كان النظام يعود دائما إلى هذه الحالة إذا أبعدناه (في حدود معينة) عنها أو أنه يبقى في هذه الحالة إن لم نؤثر عليه.
1. مثال:

خذ عصا وحاول مسكها من طرفها سوف تشير العصا إلى الأسفل لأن هذه الحالة مستقرة ولكن إذا وضعت العصا على كفك وأردت أن تشير بها إلى الأعلى فإنك تلاحظ أن العصا تنفر من هذه الحالة وتبتعد عنها في اتجاه الحالة المستقرة.
1. أهمية الاستقرار: لنؤخذ مثلا درجة حرارة الجسم مثلا فهي يجب أن تكون 37 درجة وهي حالة مستقرة أي أنه إذا أبعدنا أجسامنا عن هذه النقطة (37 درجة) بتعرضنا لحرارة الشمس فإن آلية التحكم تجعل الجسم يفرز العرق للتبريد فنعود إلى درجة حرارة 37 فتخيل إذا كانت هذه الحالة غير مستقرة ماذا سيحدث.
2. مثال ثاني من المجال الهندسي: في علم بناء الجسور يجب إجراء دراسة لكيفية تعامل الجسر مع الذبذبات التي يحدثها المارة فإذا كانت دالة تحويل الجسر غير مستقرة فإنه بالإمكان أن تهدم الجسر بمجرد أنك تمشي عليه وتحدث ترددا يوازي التردد الذاتي للجسر. ومن الأمور الطريفة أن الرومان القدامى قد تفطنوا لهذه الظاهرة (دون دراستها طبعا) فكانوا يعطون الأوامر لجنودهم بتغيير مشيتهم عند عبور الجسور.

و توجد عمليات رياضية معقدة لحساب إن كان نظام ما مستقر أم لا معضمها يتلخص في أن القيمة الذاتية لنظام ما يجب أن تكون سالبة.للمزيد اضغط هنا

## مرادفات
- ملاحظة 1 السِّبْرَانِيَّات[1][2] أو السِّيبَرْنِيَّات[3] أو السِّبرانيّة أو السَّيْبَرناتية[4] أو السِّبَرنيَّة[4] أو علم الضبط[4] أو عِلم التَّربين[5] أو السَّيْبَرنِطِيقا[6] أو علم نظم التحكم[7] أو علم الضبط الآلي[8] أو الأحيائية الآلية[9] أو علم الفضاء الرقمي[10] أو علم أجهزة التحكم[11] أو التقنيات الأحيائية الآلية[11]